# ورزشگاه میشیگان
ورزشگاه میشیگان (انگلیسی: Michigan Stadium)، ملقب به خانهٔ بزرگ، ورزشگاه فوتبال آمریکایی دانشگاه میشیگان در ان آربر، میشیگان است. این مکان، بزرگترین ورزشگاه در ایالات متحده است که در جهان دومین ورزشگاه بزرگ به‌شمار می‌رود و همچنین سی و چهارمین محل ورزشی بزرگ جهان است. ظرفیت قانونی آن ۱۰۷٬۶۰۱ نفر است، اما جمعیت میزبان بیش از ۱۱۵٬۰۰۰ نفر می‌باشد.
ورزشگاه میشیگان در سال ۱۹۲۷ با هزینه ۹۵۰٬۰۰۰ دلار (معادل ۱۳٬۱ میلیون دلار در سال ۲۰۱۶) ساخته شد.